# Hammond Knoll
Hammond Knoll är en 10 km lång sandbank i Nordsjön. Den ligger utanför Happisburgh på Norfolks östkust i England. 